# Бужское княжество
Бу́жское кня́жество (Бужский удел) — западное русское удельное княжество, сформировавшееся в начале XI века вокруг города Бужска в верховьях реки Западный Буг.
Первым князем стал Давид Игоревич (ок. 1055 — 25 мая 1112), которого на Витичевском съезде 1100 года лишили Волынского княжества. Кроме Бужска, он также получил города — Дубно, Черторыйск и Дорогобуж. После его смерти Бужский удел некоторое время (до 1119 года) не имел своего князя, но его стратегическое расположение вызывало соперничество за него киевских, волынских и галицких Рюриковичей.
В 1160-х годах бужским князем был Ярополк Изяславич, который принимал активное участие в княжеских междоусобицах. После его смерти (1168) территория Бужского княжества вошла в состав Белзского княжества.
Список правителей:
1. 1100—1112 годы — Давид Игоревич
2. 1119—1120 — Мечислав Давыдович[укр.] (сын Давида Игоревича)
3. 1146 — Святослав Всеволодович
4. 1151—1153 — Владимир Володаревич
5. 1157—1168 — Ярополк Изяславич